# Zelindopsis stativa
Zelindopsis stativa là một loài ruồi trong họ Tachinidae.